# Herbert Kempfler
Herbert Kempfler (* 11. Juli 1931 in München) ist ein deutscher Politiker (CSU).

## Leben
Kempfler besuchte die Volksschule und das Dom-Gymnasium Freising. Er studierte Rechte an den Universitäten München und Heidelberg, ferner hielt er sich in England auf und studierte politische Wissenschaften an der Hochschule für Politik München. 1956 folgte die Promotion an der Universität München. 1958 wurde er Rechtsanwalt in Eggenfelden, 1970 Lehrbeauftragter an der Universität Regensburg und von 1971 bis 1975 war er Lehrbeauftragter an der Fachhochschule Weihenstephan in der Abteilung Schönbrunn. 1975 wurde er Professor an der Fachhochschule Weihenstephan. Kempfler ist Gründungsmitglied von „Kinder in Not“.
Kempfler war Stadtrat in Eggenfelden, Kreisrat und Vorsitzender des CSU-Kreisverbands Rottal-Inn. Er ist Mitglied der Arbeitsgemeinschaft Mittelstand und des Arbeitskreises Juristen der CSU. Der Träger des Bayerischen Verdienstordens war von 1978 bis 2003 Mitglied des Bayerischen Landtags, ab 1980 stets direkt gewählt im Stimmkreis Rottal-Inn. Er war am 28. September 1998 Alterspräsident des 14. Bayerischen Landtags.
Er ist Mitglied der katholischen Studentenverbindung K.B.St.V. Rhaetia München.